# Aricia pseudomedon
Aricia pseudomedon är en fjärilsart som beskrevs av Obrztsov 1935. Aricia pseudomedon ingår i släktet Aricia och familjen juvelvingar. Inga underarter finns listade i Catalogue of Life.